# Krake (Heide Park Resort)
Krake im Heidepark Resort (Soltau, Deutschland) ist eine bodenlose Stahlachterbahn vom Modell Dive Coaster des Herstellers Bolliger & Mabillard, die am 16. April 2011 eröffnet wurde. Die 476 m lange und 12 Millionen Euro teure Strecke erreicht eine Höhe von 41 m und besitzt einen Splashdown sowie einen Immelmann und einen Airtime-Hügel. Krake, der einzige Dive Coaster Deutschlands, besitzt drei Züge mit erstmals nur sechs Sitzen in einer der drei Reihen, wodurch die Verwendung der schmaleren Standardschienen des Herstellers Bolliger & Mabillard im Gegensatz zu den breiteren Dive-Coaster-Schienen möglich wurde.

## Geschichte
Die ersten Spekulationen, dass im Park eine neue Achterbahn gebaut wird, begannen Ende 2009, als bekannt wurde, dass an einem Projekt namens Ungetüm 2011 gearbeitet wird.
Im September 2010 erhielt der Park die erste Lieferung der Streckenteile von Bolliger & Mabillard.
Am 31. Oktober 2010 kündigte der Heidepark offiziell Deutschlands ersten Dive Coaster Krake an.
Die Bahn wurde von dem Unternehmen RCS errichtet. Mit den Bauarbeiten wurde zuerst am Splashdown-Element begonnen. Später wurden der Immelmann und die Station auf dem Gelände des abgerissenen Delfinariums errichtet.
Am 28. Januar 2011 feierte die Bahn Schienenschluss, nachdem die Schienen am First Drop verbunden worden waren.
Nach den Testfahrten und einer Eröffnungszeremonie wurde Krake am 16. April 2011 eröffnet. Die Jungfernfahrt traten Geschäftsführer Hannes W. Mairinger und Jimi Blue Ochsenknecht an.
Nachdem das angekündigte Thematisierungselement eines Krakenmauls, durch das der Zug nach dem First Drop fahren sollte, nicht eingerichtet worden war, musste der Park wegen der versprochenen Thematisierung viel Kritik einstecken.
Als Reaktion wurde in der darauffolgenden Winterpause das Element schließlich hinzugefügt und zusätzlich ein Horrorkabinett namens Krake lebt! eingerichtet.

## Thematisierung

Das Layout von Krake

Da Krake im Themenbereich Bucht der Piraten zu finden ist, verweist die gesamte Bahnanlage auf das Thema Piraterie. Zur Umsetzung dieser Thematisierung wurde ein Teil des ursprünglichen Delfinariums umgestaltet und mit herausstehenden Kanonen verziert. Das Stationsgebäude wurde als eine verlassene Piratenbastion gestaltet. Seit dem Jahr 2012 besitzt die Bahn ein weiteres Thematisierungselement in Form eines von einem Krakenmaul durchdrungenen Schiffs, durch das der Zug fährt. Aus der Symbolik, dass der Fahrgast von dem Kraken in die Tiefe gerissen wird, ergibt sich der Name der Attraktion.
Der Park beauftragte die Komponisten Andreas und Sebastian Kübler vom Musikproduzenten IMAscore aus Paderborn mit der Komposition und Produktion der musikalischen Untermalung der Achterbahn, die im Bereich um die Attraktion, die Warteschlange sowie die Station zu hören ist.

## Fahrt
Die Fahrt ist ab zwölf Jahren und einer Körpergröße von 1,40 m freigegeben.
Nachdem die mit Druckluft betriebenen Plattformen und Zäune, welche dem Einstieg dienen, zur Seite geklappt worden sind, verlässt der Zug die Station direkt in den 41 Meter hohen Kettenlifthill. Nach einer Linkskurve gelangt man in eine Haltebremse, die zuerst den Zug langsam über den First Drop führt, ihn ca. drei Sekunden in der Neigung anhält und schließlich frei lässt. Am Ende des 87 Grad steilen First Drop, der am unteren Teil durch das Krakenmaul führt, erreicht der Zug seine Maximalgeschwindigkeit von ca. 103 km/h, bevor er in den Splashdown eintaucht, bei dem Wasser durch Leitbleche am Ende des Fahrzeugs in zwei Fontänen aufgewirbelt und der Zug gleichzeitig verlangsamt wird. Es schließt sich als Wende ein Immelmann an. Nach einer Senke folgt noch ein kleiner Camelback-Hügel, bevor der Zug nach einer Rechtskurve in die abwärtsgeneigte Schlussbremse einfährt. Nach einer 180-Grad-Linkskurve gelangt der stark verlangsamte Zug zurück in die Station. Die Fahrt dauert ca. zwei Minuten.

## Technik

### Schiene
Die aus Stahl gefertigte Schienenstrecke ist 476 Meter lang, der Lifthill ist ca. 41 Meter hoch. Sowohl Schienen als auch Stützen sind dunkelbraun lackiert.
Die verbauten Schienen wiegen ungefähr 700 Tonnen.
Durch die im Vergleich mit anderen Dive Coastern wie SheiKra oder Griffon kleineren Züge war es erstmals möglich, die Standardschienen von Bolliger & Mabillard für einen Dive Coaster zu verwenden. Alle anderen Dive Coasters benutzen aufgrund des höheren Gewichts der Züge wesentlich massivere und breitere Schienen. Eine weitere Besonderheit findet sich im Halteelement des First-Drop: Im Gegensatz zu den anderen Dive-Coastern herrscht bei Krake kompletter Stillstand, während sich die Achterbahnzüge bei SheiKra oder Griffon minimal nach vorne bewegen. 

### Züge
Krake besitzt drei identische Züge aus Stahl und Fiberglas, die in der Schweiz gefertigt wurden. Jeder Zug besteht aus drei Wagen mit je sechs Sitzen für 18 Fahrgäste pro Zug. Jeder einzelne schwarze Sitz hat einen braunen Schulterbügel als Rückhaltesystem. Bei den hinteren Sitzreihen sind im Vergleich zu den vorderen für die bessere Sicht die Sitzpositionen um ca. 30 Zentimeter erhöht; dadurch sind die Reihen treppenförmig angeordnet. Unter den Zügen befindet sich außerdem eine Rückrollsicherung, die im Falle eines Kettenbruchs des Kettenlifts das Zurückrollen des Zuges verhindern soll. Zusätzlich gibt es unter den Zügen noch eine Vorrichtung für die Haltebremse und am hinteren Teil Leitbleche für die Fontänen des Splashdowns. Diese Leichtbleche wurden nach der ersten Saison überarbeitet, da diese zuvor auch die außen sitzenden Passagiere der letzten Reihe mit Wasser bespritzten. 

## Rekorde
Krake besitzt im Gegensatz zu den sieben anderen Dive Coasters keinen weltweiten Rekord. Er weist dennoch einige Besonderheiten auf. So ist er der erste Dive Coaster, der nur sechs Sitze in einer Reihe hat, wodurch die schmaleren Schienen verbaut werden konnten. Außerdem ist er der erste und einzige Dive Coaster Deutschlands. Die Bahn besitzt erstmals einen direkten Splashdown nach dem First Drop, auf den der Immelmann folgt. Alle anderen Dive Coasters mit Splashdown durchfahren zuerst einen Immelmann.

## Rezeption
Krake musste von der breiten Masse der Besucher viel Kritik einstecken. Insbesondere wurde die geringe Länge der Bahn und das Fehlen der versprochenen Thematisierung bemängelt. Dennoch bewertete airtimers.com in seinem Neuheiten-Check die Krake mit vier von fünf möglichen Sternen.
Jurnan Schilder von Theme Park Tourist bewertete die Bahn ebenfalls mit vier von fünf möglichen Sternen.

## Bedeutung für den Park
Krake ist eine von neun Achterbahnen des Parks. Er ist die zweithöchste und zweitschnellste, gleichzeitig aber auch die drittkürzeste Bahn des Parks, wobei die noch kürzeren Bahnen Kinderachterbahnen sind.
Obwohl es im Jahr 2011, dem Eröffnungsjahr des Kraken, diese neue Großattraktion gab, konnten die Besucherzahlen für den Park nicht gesteigert werden. Sie stagnierten im Vergleich zum Vorjahr bei 1,35 Millionen, obwohl das durchschnittliche Wachstum der 20 besucherstärksten Parks Europas bei 2,8 % lag.
2012 musste der Park einen großen Rückgang der Besucherzahlen hinnehmen. Diese sanken trotz der Attraktion um 7,1 % auf 1,3 Millionen.